# 丸山啓史
丸山 啓史（まるやま けいし、1980年 - ）は、教育学者、京都教育大学准教授。

## 人物・来歴
大阪府生まれ。2007年東京大学大学院教育学研究科博士課程満期退学。2007年京都教育大学講師、13年准教授。子どもの権利条約市民・NGOの会共同代表。

## 著書
- 『イギリスにおける知的障害者継続教育の成立と展開 青年・成人教育の機会拡大とカリキュラム開発』クリエイツかもがわ:かもがわ出版(発売)2009.2
- 『私たちと発達保障 実践、生活、学びのために』全国障害者問題研究会出版部, 2016.5

### 共編著
- 『教員志望の学生のための特別支援教育ハンドブック』京都教育大学附属教育実践センター機構特別支援教育臨床実践センター 監修, 相澤雅文,牛山道雄,田中道治, 藤岡秀樹共編. 京都教育大学附属教育実践センター機構特別支援教育臨床実践センター, 2011.3
- 『学童保育と子ども・子育て新システム 子どもたちの放課後はどうなる?』 (かもがわブックレット）石原剛志,中山徹共著. かもがわ出版, 2011.4
- 『教員志望学生のための特別支援教育ハンドブック』相澤雅文, 牛山道雄,田中道治, 藤岡秀樹共編, 京都教育大学附属教育実践センター機構特別支援教育臨床実践センター 監修. クリエイツかもがわ, 2012.3
- 『保護者のための子育て・子育ちハンドブック』京都教育大学附属教育実践センター機構特別支援教育臨床実践センター監修, 相澤雅文, 牛山道雄, 田中道治, 藤岡秀樹,水谷宗行共編. 京都教育大学附属教育実践センター機構特別支援教育臨床実践センター, 2012.3
- 『発達保障ってなに? みんなで学ぼう!』河合隆平,品川文雄共著. 全国障害者問題研究会出版部, 2012.8
- 『隠れ保育料を考える 子育ての社会化と保育の無償化のために』田中智子,森田洋, 保育料以外の負担を考える会共編著. かもがわ出版, 2018.8
- 『教員になりたい学生のためのテキスト特別支援教育』京都教育大学教育創生リージョナルセンター機構総合教育臨床センター(特別支援教育臨床実践拠点) 監修, 相澤雅文, 牛山道雄, 小谷裕実,佐藤克敏,佐藤美幸共編集・執筆. クリエイツかもがわ, 2019.5
- 『障害のある若者と学ぶ「科学」「社会」 気候変動、感染症、豪雨災害』編, 國本真吾, 澤田淳太郎, 塩田奈津,村上穂高執筆. クリエイツかもがわ, 2022.6